# Tommy James
Pour les articles homonymes, voir Tommy James (football américain) et James.
Tommy James, né Thomas Gregory Jackson, le 29 avril 1947 à Dayton (Ohio) est un chanteur, musicien, compositeur et producteur américain.

## Les premières années
En 1958, à l'âge de 11 ans, sa famille emménage à Niles (Michigan).
À 12 ans, il forme son premier groupe, Tom and the Tornadoes. En 1963, le groupe change son nom en The Shondells. En 1964, un DJ de la radio locale WNIL, à Niles, fonde son propre label Snap Record, et produit les Shondelles parmi d'autres groupes locaux. La chanson Hanky Panky, écrite par Jeff Barry et Ellie Greenwich, rencontre un succès local ; mais le label n'a pas eu les ressources nécessaires pour en faire la promotion à l'échelle nationale et a été vite oublié.
En 1965, un DJ de Pittsburgh, en Pennsylvanie trouve une copie de Hanky Panky, et passe la chanson à la radio. Les auditeurs sont enthousiastes et veulent se procurer le disque. Un autre DJ diffuse la chanson dans des festivals locaux. La chanson est piratée de la radio, enregistrée sur cassette. Les ventes de la copie pirate sont estimées à 80 000 unités. Le DJ de Pittsburgh « Mad Mike » Metro appelle Tommy James et lui fait savoir que la chanson a été le plus grand succès de la ville. Tommy lui raccroche quasiment au nez, mais se laisse persuader pour se rendre en Pennsylvanie et faire la promotion du disque, mais pas plus. Puis Tommy se rend à New York pour la vente du master original de Hanky Panky. À la fin de l'été 1966, le disque est le plus vendu des États-Unis.

## Tommy James et les Shondells
Les Shondells, depuis longtemps séparés, ne veulent pas réunir le groupe pour se rendre à Pittsburgh. Tommy y va tout seul, et trouve un groupe local appelé The Raconteurs pour les substituer aux Shondells. Le groupe a besoin d'autres chansons pour continuer. Il sort la chanson intitulée Say I Am (What I Am) et bien qu'elle n'ait pas eu le même succès que Hanky Panky, elle atteint la 21e place dans les classements des meilleures ventes de la même année.
C'est le label Roulette Records qui produit les auteurs-compositeurs Richie Cordell et Gentry Bo pour écrire les chansons de Tommy James et les Shondells. De 1967 à 1969, le groupe réalise succès sur succès, dont cinq atteignent le top dix : I Think We're Alone Now, Mirage, Mony Mony, Crimson and Clover (en), le deuxième et le dernier à arriver en première position aux États-Unis, Sweet Cherry Wine et Crystal Blue Persuasion.

## Solo
Le groupe Tommy James and The Shondells éclate en 1970. Tommy continue une carrière solo, et a atteint les charts à nouveau avec Draggin' the Line (en) (4e en 1971 ) et Three Times In Love (19e place en 1980). Tommy remporta 23 disques d'or, 9 médailles d'or et de platine et vendit plus de 100 millions disques à travers le monde. Il a également écrit le tube Tighter, Tighter en 1970 pour le groupe Alive'N Kickin', qui s'est vendu à des millions d'exemplaires.

## Anecdotes
Mony Mony a été crédité à Tommy James, Gentry Bo, Richie Cordell, et Bobby Bloom. Au Royaume-Uni : elle a été numéro 1, alors qu'aux États-Unis elle n'a atteint que la 3e place dans les charts.
La chanson "Mirage" utilise les accords et la structure de "I Think We're Alone Now" mais jouée à l'envers. Elle a été créée en même temps que la chanson originale au moment d'écrire les paroles.
La couverture de l'album "It's Only Love" est la première photo professionnelle prise par Linda Eastman en 1966.
Le titre "Mony Mony" a été inspiré par le nom d'une compagnie d'assurance appelé "Mutual of New York", dont le logo a été vu par Tommy lors de la visite de son appartement à Manhattan.
Tommy James et les Shondells ont décliné une invitation à jouer au festival de Woodstock, sur les conseils de leur manager, qui pensait que ce serait un suicide pour la carrière du groupe.
Tommy James et les Shondells ont été l'un des premiers groupes à enregistrer des clips, à commencer par "Mony Mony" en 1968 - treize ans avant la naissance de MTV US.
Plusieurs tubes de Tommy James font l'objet de reprise. Joan Jett atteint le Top 10 avec "Crimson and Clover" en 1982 . En novembre 1987, Tiffany et Billy Idol atteignent la première place des charts avec respectivement "I Think We're Alone Now" et "Mony Mony." Plus récemment, en 2006, le trio finlandais "The Micragirls" inclut une version de l'une des chansons moins connues des Shondells, "Go Go Gorilla" sur son disque "Felling Dizzy Honey".
Lorsque Tommy quitte le groupe pour une carrière solo en 1970, le bassiste Mike Vale et le batteur Pete Lucie forment le groupe "Hog Heaven", et enregistrent un album de leur côté.

## Discographie
Tommy James et the Shondells:
- 1966 Hanky Panky
- 1966 It's Only Love
- 1967 I Think We're Alone Now
- 1967 Gettin' Together
- 1967 Something Special!
- 1968 Mony Mony
- 1969 Crimson & Clover
- 1969 Cellophane Symphony
- 1969 Best of TJ&S
- 1970 Travelin'
- 1988 TJ&S: Anthology
- 1997 Greatest Hits Live!
- 2004 I Love Christmas (CD single)

Tommy James
- 1970 Tommy James
- 1971 Christian of the World
- 1972 My Head, My Bed & My Red Guitar
- 1976 In Touch
- 1977 Midnight Rider
- 1980 Three Times in Love
- 1989 Tommy James - The Solo Years
- 1990 Hi-Fi
- 1993 Discography: Deals and Demos
- 1996 A Night in Big City
- 2005 Sweet Cherry Wine (CD single)
- 2005 Isn't that the Guy (CD single)
- 2006 Lupe & Joe (MP3 single)
- 2006 Love Words (CD Single)
- 2006 Hold the Fire